# مراقبة وتقييم
المراقبة والتقييم (M&E) أو ما يعرف أيضا بالرصد والتقييم هي العملية التي تهدف إلى تحسين الإدارة الحالية والمستقبلية للمخرجات والنتائج والأثر وتساعد على تحسين الأداء وتحقيق النتائج. وتستخدم أساسا لتقييم أداء المشاريع والمؤسسات والبرامج التي تضعها الحكومات والمنظمات الدولية و المنظمات غير الحكومية. كما أنها تربط الخطط والأداء بالنتئج المستقبلية.
ويمكن أن تدار عمليات الرصد والتقييم من قبل مانحين لتقييم أنشطة يقومون بتمويلها أو بواسطة فرع مستقل من فروع المنظمة المنفذة أو من قبل مديري المشاريع أو الفرق المنفذة أنفسها أو من قبل طرف خارجي. وتعتمد مصداقية وموضوعية تقارير الرصد والتقييم كثيرا على استقلال المقيمين حيث تعتبر إلى جانب الخبرة أهم عناصرنجاح العملية بشكل عام. 
تستخدم العديد من المنظمات الدولية مثل الأمم المتحدة, الوكالة الأمريكية للتنمية الدولية ، مجموعة البنك الدولي ، منظمة الدول الأمريكية هذه العملية لسنوات عديدة.  وتتزايد شعبيتها في البلدان النامية حيث أنشأت الحكومات نظم مراقبة وتقييم وطنية خاصة بها لتقييم مشاريع التنمية، إدارة الموارد والأنشطة الحكومية أو الإدارة. كما تستخدمها البلدان المتقدمة لتقييم وكالات التنمية والتعاون التي تتبعها.

## التقييم
تنقسم العملية إلى مهمتين رئيسيتين هما : الرصد والتقييم. والتقييم هو فحص منهجي وموضوعي يتعلق بأهمية الأنشطة وفعاليتها وكفاءتها وتأثيرها في ضوء الأهداف المحددة. الفكرة في تقييم المشاريع هي عزل الأخطاء وعدم تكرارها والتأكيد على الآليات الناجحة للمشاريع الحالية والمستقبلية وتعزيزها.
 يتمثل أحد الأهداف المهمة للتقييم في تقديم توصيات ودروس لمديري المشروعات وفرق التنفيذ التي عملت على المشاريع وللمشاريع التي ستنفذ وتعمل على مشاريع مماثلة.
بالإضافة إلى ذلك تعتبر التقييمات أيضا وسيلة غير مباشرة لإبلاغ المانح عن الأنشطة المنفذة والتحقق من أن الأموال المتبرع بها يتم إدارتها بشكل جيد وإنفاقها بشفافية ويفترض أن يقوم المقيِّمون بفحص خطوط الميزانية وتحليلها والإبلاغ عن النتائج في عملهم.

## المراقبة
المراقبة أو الرصد هو تقييم مستمر يهدف إلى تزويد جميع أصحاب المصلحة بمعلومات مبكرة مفصلة عن التقدم أو التأخير في الأنشطة المقررة  ويشرف على مرحلة تنفيذ الأنشطة. والغرض منه هو تحديد ما إذا كانت النواتج والمخرجات والجداول المقررة قد تم التوصل إليها حتى يمكن اتخاذ إجراء لتصحيح أوجه القصور في أسرع وقت ممكن
 ويمكن للتخطيط الجيد، إلى جانب الرصد والتقييم الفعالين، أن يلعب دورا رئيسيا في تعزيز فعالية برامج ومشروعات التنمية. ويساعد التخطيط الجيد على التركيز على النتائج المهمة، بينما يساعدنا الرصد والتقييم على التعلم من النجاحات والتحديات السابقة وإعلام صناعة القرار بحيث تكون المبادرات الحالية والمستقبلية أكثر قدرة على تحسين حياة الناس وتوسيع خياراتهم 

## الفرق بين الرصد والتقييم
تكمن الأرضية المشتركة للرصد والتقييم في أنها أدوات إدارية. بالنسبة للرصد، يتم جمع البيانات والمعلومات الخاصة بتتبع التقدم وفقاً للاختصاصات بشكل دوري بخلاف التقييمات التي يتم جمع البيانات والمعلومات بشأنها أثناء التقييم أو في ضوءه. الرصد هو تقييم قصير الأجل ولا يأخذ في الاعتبار النتائج والتأثير بخلاف عملية التقييم التي تقيم أيضًا النتائج وأثرها على المدى الطويل. ويتم تقييم الأثر هذا أحيانًا بعد نهاية المشروع، ولكن من النادر إجراؤه بسبب تكلفته وصعوبة تحديد ما إذا كان المشروع مسؤولًا عن النتائج الملحوظة 

## الأهمية
على الرغم من أن التقييمات غالبًا ما تكون استرجاعية، إلا أن غرضها هو بشكل أساسي في التقدم إلى الأمام. يطبق التقييم الدروس والتوصيات على القرارات المتعلقة بالبرامج الحالية والمستقبلية. كما يمكن استخدام التقييمات للترويج لمشاريع جديدة، والحصول على دعم من الحكومات، وجمع الأموال من المؤسسات العامة أو الخاصة، وإطلاع العامة على الأنشطة المختلفة  .
شدد إعلان باريس بشأن فعالية المعونة في فبراير 2005 واجتماع المتابعة في أكرا على أهمية عملية التقييم والتأكد من إجرائها من جانب البلدان المضيفة للمشروعات. وتمتلك العديد من البلدان النامية الآن أنظمة للرصد والتقييم هذا الاتجاه في تزايد.

## قياس الأداء
تعتمد مصداقية النتائج والتقييمات إلى حد كبير على الطريقة التي يتم بها الرصد والتقييم. لتقييم الأداء، من الضروري تحديد المؤشرات التي ستسمح بتقييم المخرجات والنتائج المستهدفة وذلك قبل تنفيذ المشروع. وفقاً لبرنامج الأمم المتحدة الإنمائي (UNDP) ، يحتوي مؤشر النتائج على مكونين: خط الأساس الذي هو الوضع قبل بدء البرنامج أو المشروع، والهدف الذي هو الوضع المتوقع في نهاية المشروع. إن وجود مؤشر لمخرج لا يحتوي على خط أساس يعني أن الغرض من المخرج هو تقديم شيء غير موجود من قبل.

## في الأمم المتحدة
تمتلك أهم وكالات الأمم المتحدة وحدات للرصد والتقييم. ومن المفترض أن تتبع جميع هذه الوكالات المعايير المشتركة لفريق الأمم المتحدة المعني بالتقييم (UNEG). وتتعلق هذه القواعد بالإطار المؤسسي وإدارة وظيفة التقييم، والكفاءات والأخلاقيات، وطريقة إجراء التقييمات والتقارير الحالية (التصميم، والعملية، واختيار الفريق، والتنفيذ، والإبلاغ والمتابعة). كما توفر هذه المجموعة إرشادات ووثائق ذات صلة لجميع هيئات التقييم سواء التي تشكل جزءًا من الأمم المتحدة أو لا.
وتمتلك معظم الوكالات التي تنفذ مشاريع وبرامج كتيبات خاص بها تحوي مبادئ توجيهية بشأن كيفية إجراء الرصد والتقييم، حتى لتلك التي تتبع معايير UNEG المشتركة. في الواقع، لدى وكالات الأمم المتحدة اختصاصات مختلفة ولها احتياجات وطرق مختلفة في مقاربتها للرصد والتقييم. يتم رصد وتقييم وحدات الرصد والتقييم لكل وكالة من وكالات الأمم المتحدة من قبل وحدة التفتيش المشتركة التابعة للأمم المتحدة.

## انظر أيضا
- تقييم
- خطط نفذ تحقق صحح
- تجارب هوثورن